# Êta Mundo Bom!
Êta Mundo Bom! est une telenovela brésilienne diffusée du 18 janvier au 26 août 2016 sur Rede Globo.

## Synopsis
Candinho a été retiré des bras de sa mère à un âge précoce et placé dans un panier sur la rivière. Il a été retrouvé par le couple Cunegundes et Quinzinho, propriétaires de la ferme Dom Pedro II, qui l'a élevé dans son enfance jusqu'à l'arrivée de leurs enfants légitimes, Filomena, Quincas et Mafalda. Candinho a été rétrogradé à un employé de ferme et est allé vivre dans la hutte de la bonne Manuela, ne recevant de l'affection que d'elle et d'Eponina, la sœur de Quinzinho.
Après avoir été expulsé de la ferme pour avoir embrassé Filomena, Candinho décide de partir à la recherche de sa mère à São Paulo. Le professeur Pancrácio, qui a toujours été fasciné par l'histoire de Candinho, lui apprend la phrase « Tout ce qui se passe dans nos vies est mauvais pour le mieux », qui devient la devise officielle du personnage, dont le seul indice de la mère est un médaillon avec sa photo de jeune femme.
En ville, Candinho se lie d'amitié avec le garçon de la rue Pirulito et rencontre à nouveau l'enseignant, qui pour ne pas pouvoir trouver un emploi en ville, gagne sa vie en se déguisant avec les déguisements les plus comiques pour demander de l'argent dans la rue.
Pendant ce temps, sa mère Anastácia est une veuve millionnaire qui recherche également son fils. Elle n'imagine même pas que ses neveux, Sandra et Celso, feront tout pour empêcher ces retrouvailles, car ils craignent de perdre une partie de l'héritage de la tante. Sandra est une fille ambitieuse et égoïste qui, devant sa tante, prétend être bonne et dévouée. Celso a ses vidéos transformées avec l'arrivée de Maria au manoir. La jeune femme a été expulsée de sa maison enceinte par son père et soutenue par Anastácia, qui l'emploie à son domicile.
Triste depuis le départ de Candinho, Filomena tombe amoureuse du filou Ernesto et s'enfuit avec lui vers la ville. Là, le salaud la force à travailler comme danseuse dans Dancing for old Paulina et garde tout l'argent qu'elle gagne. Ernesto rejoindra Sandra dans le plan pour empêcher les retrouvailles de Candinho et Anastácia, pour garder tout l'argent.

## Acteurs et personnages
| Acteur/Actrice      | Personnage                                                                       |
| ------------------- | -------------------------------------------------------------------------------- |
| Sérgio Guizé        | Cândido da Silva / Cândido Policarpo de Goytacases Sampaio dos Santos (Candinho) |
| Débora Nascimento   | Filomena Pereira Torres (Filó)                                                   |
| Flávia Alessandra   | Sandra Sampaio Carneiro                                                          |
| Eriberto Leão       | Ernesto Dias                                                                     |
| Eliane Giardini     | Anastácia de Goytacases Sampaio                                                  |
| Bianca Bin          | Maria Lima                                                                       |
| Marco Nanini        | Pancrácio Martino                                                                |
| Marco Nanini        | Pandolfo Martino                                                                 |
| Camila Queiroz      | Mafalda Pereira Torres                                                           |
| Klebber Toledo      | Romeu Lobato                                                                     |
| Rainer Cadete       | Celso Sampaio Carneiro                                                           |
| Elizabeth Savalla   | Cunegundes Pereira Torres                                                        |
| Ary Fontoura        | Joaquim Pereira (Quinzinho)                                                      |
| Rosi Campos         | Eponina Pereira Martino                                                          |
| Priscila Fantin     | Diana de Oliveira                                                                |
| Rômulo Neto         | Braz Lima                                                                        |
| Luis Gustavo        | Comendador Eustáquio Fragoso                                                     |
| Guilhermina Guinle  | Ilde Quintela                                                                    |
| Ana Lúcia Torre     | Camélia Gomes                                                                    |
| Suely Franco        | Paulina Gonçalves Soares                                                         |
| Anderson Di Rizzi   | Zé dos Porcos (José Maria da Conceição)                                          |
| Dhu Moraes          | Manuela de Sousa                                                                 |
| Tarcísio Filho      | Severo Lima                                                                      |
| Débora Olivieri     | Ana Lima                                                                         |
| Marianna Armellini  | Clarice Ribeiro                                                                  |
| Flávio Tolezani     | Dr. Afonso Araújo                                                                |
| Maria Carol Rebello | Olga Macedo                                                                      |
| Miguel Rômulo       | Joaquim Pereira Torres Filho (Quincas)                                           |
| Jeniffer Nascimento | Benedita de Sousa Pereira (Dita)                                                 |
| Giovanna Grigio     | Gerusa Campos Gomes                                                              |
| Arthur Aguiar       | Osório Campos                                                                    |
| Maria Zilda Bethlem | Emma Thompson                                                                    |
| Marilu Bueno        | Narcisa Quintela                                                                 |
| Flávio Migliaccio   | Josias Alves                                                                     |
| Mauro Mendonça      | Inácio Xavier                                                                    |
| Rodrigo Andrade     | Fábio Costa                                                                      |
| David Lucas         | Jack Fonseca                                                                     |
| JP Rufino           | Pirulito (Washington Sebastião Ferreira Martino Sampaio)                         |
| Nathália Costa      | Alice Lima                                                                       |
| Xande Valois        | Cláudio Quintela                                                                 |
| Rosane Gofman       | Olímpia Castelar                                                                 |
| Juliane Araújo      | Sarita Alves                                                                     |
| Kenya Costta        | Quitéria                                                                         |
| Marcio Tadeu        | Romualdo                                                                         |
| Marcelo Argenta     | Lauro                                                                            |
| Claudio Tovar       | Evandro                                                                          |
| Gabriel Canella     | Vermelho                                                                         |
| Pedro Farah         | Jacinto                                                                          |

## Diffusion
- Rede Globo (2016)